# Arjun
Arjun MBT je glavni bojni tank indijske kopenske vojske. Ime Arjun je dobil po knjižnem junaku iz antične indijske zgodbe Mahābhārata.

## Zgodovina
Sprva so nameravali zgraditi tank z 40 tonami in s topom 105 mm, vendar je nastal tank z 58 tonami in s topom 120 mm. Med projektiranjem tanka, so v Indiji naredili infrastrukturo za izdelavo primernih oklepov. V tovarni Heavy Vehicles Factory (HVF), ki so se ukvarjali s predelavo tankov, je bil to velik izziv.
Indijska vlada je naročila 124 tankov Arjun. Prvih petnajst je že operativnih. Naslednjih štirinajst jih je bilo dostavljenih do septembra leta 2007. Nato pa je predvidena izdelava trideset tankov na leto.
Iran pa se že pripravlja na posodobitev tankov Arjun. Večje posodobitve bodo nastale v sistemu ognja in nov aktiven oklep. Posodobljeni Arjun pa bo imel tudi večji nadzor na bojišču, saj bo imel možnost nadzora nad UAV (Unmanned aerial vehicle) vozili.